# 小西秀男
小西 秀男（こにし ひでお、1963年 - ）は、日本出身の経済学者。ボストン大学教授。専門は応用ミクロ経済学、公共経済学、都市経済学。特に提携形成に関する研究（Konishi and Ray 2003）は世界的に高い評価を受けており、2009年には日本経済学会中原賞を受賞している。

## 来歴
1963年生まれ。1987年京都大学経済学部を卒業後、大阪大学およびロチェスター大学大学院に進学し、1994年に同大学より博士号を取得。その後、Southern Methodist大学教授などを経て、現在ボストン大学教授。

## 業績

### 中原賞
提携形成に関する研究（Konishi and Ray 2003）は世界的に高い評価を受けており、2009年には日本経済学会中原賞を受賞している。
| 受賞                         | 受賞                                  | 受賞                         |
| ---------------------------- | ------------------------------------- | ---------------------------- |
| 先代 梶井厚志 第14回：2008年 | 中原賞（日本経済学会） 第15回：2009年 | 次代 上東貴志 第16回：2010年 |